# Тозлуци
Toзлуци су врста доколеница ношена у склопу српске народне ношње у XIX веку. Ове доколенице су још називане и дозлуци, дизлуци. Ношени су лети.

## Порекло
Реч тозлуци је турског порекла. У Херцеговини су овакви одевни предмети познати под именом калчине и повезују се са ранијом ношњом наших коњаника. Називани су и камашне од сукна.
Тозлуци су пре свега били саставни део мушке народне ношње, али су их у Врању и неким другим местима носиле и жене, и тад су се називеле калчес и биле су нешто другачије украшене.
У неким крајевима, попут на пример у Реснику, постоје сведочења да се овакве доколенице јављају први пут средином XIX века и да их доноси човек који се доселио из Далмације.
У другим крајевима, попут Сјеничко-пештерске висоравни, остали су подаци да се после тридесетих година XX века, са све већом употребом панталона војничког кроја постепно напуштају и изобичавају.

## Изглед
Тозлуке су израђивале терзије, а и сами сељаци. Прављене су од белог, црног или црвеног сукна или од плаве чохе. Они тозлуци израђени од сукна често су били украшени гајтаном и готовим везом, док су чохани имали срму или везен гајтан. 
Ради се о доколеницама, односно о комаду одеће који је покривао ноге од чланака до колена. Тозлуци су се закопчавали позади копчама или са стране пуцадама (у околини Рудника). Разрез позади је био спајан на врху, испод самог колена у дужини 5-10 цм. Сужавале су се у доњем делу, ближе чланку. Неке верзије су биле продуженог капка и тај продужени део се називао пачалук. Дизлуци са пачалуцима су били ношени преко чарапа, док су они без њих ношени испод чарапа. Испод колена дизлуци су могле бити подвезивани подвезама - узаним пантљикама од вуне или памука. 
Калчес или женски тозлуци, су били при врху разнобојно украшавани са већим бројем гајтана.
Тозлуци се помињу као обавезан део народне ношње XIX века у различитим крајевима Србије. 